# María Luisa de Degenfeld
María Suzana Luisa, más conocida como Luisa de Degenfeld (al : de.guən.fɛld; Estrasburgo, 28 de noviembre de 1634-Mannheim, 18 de marzo de 1677), fue una dama de compañía de Carlota de Hesse-Kassel.
Se casó con el elector palatino Carlos I Luis de manera morganática después de que éste repudiase unilateralmente y se divorciara de Carlota. Ella fue la madre de catorce de sus diecisiete hijos, para quien él había hecho el título de raugrave, y fue nombrada en 1667. Dado que sus hijos eran bastardos, no podían acceder al título de Conde Palatino y no poseían tierras.
Al principio, Luise y el elector continuaron viviendo bajo un mismo techo con su primera esposa, que se negó a abandonar el palacio. Pero la resistencia de esta última al arreglo llevó a disputas tan numerosas que el elector finalmente la envió de regreso con su propia familia en Hesse. Sin embargo, los dos hijos de la electora Charlotte permanecieron con su padre. Aunque su hija mayor, Liselotte, se llevaba bien con su madrastra y sus medio-hermanos menores, el rencor entre sus padres finalmente llevó a la hermana de su padre, Sophia, a invitar a Liselotte a vivir con ella en la corte de su esposo, el futuro Ernesto Augusto, elector de Hannover. Aunque las relaciones con su segunda esposa no siempre quedarían libres de conflictos, Carlos y Luise tuvieron una gran progenie juntos y el Elector demostró ser un padre cariñoso para todos sus hijos. Sin embargo, en años posteriores se desarrollaron malas relaciones entre él y su hijo mayor, el extremadamente devoto Príncipe Electoral Carlos, lo que aparentemente le impidió albergar los cálidos sentimientos por los hijos de Raugravine que su hermana Liselotte sentía hasta tal punto que ella sostuvo una extensa, ahora publicada, correspondencia con varias de sus hermanastras durante el resto de su vida en la corte de Versalles.

## Descendencia
Se casó con Carlos I Luis del Palatinado (1658), con la cual tuvo 13 hijos:
- Carlos Luis (15 de octubre de 1658 - 12 de agosto de 1688).
- Carolina (19 de noviembre de 1659 - 28 de junio de 1696).
- Luisa (25 de enero de 1661 - 6 de febrero de 1733).
- Luis (1662).
- Amalia Isabel (1 de abril de 1663 - 13 de julio de 1709).
- Jorge Luis (30 de marzo de 1664 - 20 de julio de 1665).
- Federico (7 de julio de 1665 - 7 de agosto de 1674).
- Federico Guillermo (25 de noviembre de 1666 - 29 de julio de 1667).
- Carlos Eduardo (19 de mayo de 1668 - 2 de enero de 1690).
- Sofía (1699).
- Carlos Mauricio (9 de enero de 1671 - 13 de junio de 1702).
- Carlos Augusto (19 de octubre de 1672 - 20 de septiembre de 1691).
- Carlos Casimiro (1 de mayo de 1675 - 28 de abril de 1691).